# 疏松桂
疏松桂（1911年—2000年），男，安徽枞阳人，中国电机学家、自动化学专家，曾任中国自动化学会副理事长，第五、六届全国政协委员。